# Hakata (zatoka)
Zatoka Hakata (jap. 博多湾 Hakata-wan) – zatoka położona u północno-zachodniego wybrzeża japońskiej wyspy Kiusiu (Kyūshū), od strony Morza Japońskiego. Wokół zatoki rozciąga się miasto Fukuoka. 

## Opis
Powierzchnia zatoki wynosi ok. 133 km², długość ok. 20 km, szerokość ok. 10 km. Średnia głębokość waha się w granicach 10,5 m. Rozciąga się od 33°34′ do 33°41′ szerokości geograficznej północnej oraz od 130°13′ do 130°26′ długości geograficznej wschodniej.
W zatoce znajduje się kilka małych wysp. Część zabudowy miasta Fukuoka, leżącego nad akwenem, została wzniesiona na terenach pozyskanych w wyniku jego zasypania. We wschodniej części zatoki znajduje się sztuczna wyspa o powierzchni 401,3 ha, stanowiąca jeden z elementów rozbudowy miasta w głąb zatoki. 
Od 1970 roku obserwuje się narastające zanieczyszczenie organiczne wód zatoki. Latem woda zakwita, czego konsekwencją jest niedobór tlenowy. Głównym źródłem zanieczyszczeń jest, leżące nad akwenem, miasto Fukuoka.
Do zatoki uchodzą m.in. rzeki: Mikasa, Muromi, Nagara, Naka, Tatara (i łączący się tuż przed ujściem jej dopływ Umi).
Zatoka była miejscem zaciętych walk podczas prób inwazji mongolskiej na Japonię w latach 1274 i 1281.

## Turystyka
Nad akwenem położone jest centrum wypoczynkowo-rozrywkowe Uminonakamichi Marine Park. Główną atrakcję stanowi 20 gatunków rekinów oraz wielu innych gatunków fauny morskiej, umieszczonych w ponad 70 akwariach. Organizowane są tu występy z udziałem delfinów i ssaków z rodziny uchatkowatych. Dodatkowo w centrum urządzono ogrody i plaże do wypoczynku i rekreacji. 
Nad zatoką zlokalizowany jest międzynarodowy terminal portowy Hakata Port International Terminal, otwarty 1 kwietnia 1993 roku. Zajmuje powierzchnię 11 230 m². Obsługuje połączenia głównie do Korei Południowej i Chin.

## Historia
Równiny wokół zatoki były pierwszym miejscem w Japonii, gdzie podjęto uprawę ryżu na mokrych polach przy użyciu techniki pochodzącej z Półwyspu Koreańskiego ponad 2500 lat temu. Badania z 1978 r. wykazały, że w na terenie obecnej dzielnicy Hakata tworzono rowy nawadniające i tamy. 
Uważa się, że w okresie od I wieku p.n.e. do co najmniej III wieku n.e. na obszarze pomiędzy obecną dzielnicą miasta Fukuoka o nazwie Hakata a miastem Kasuga istniał kraj zwany Na (Na-koku, Na-no-kuni), który prowadził handel i dyplomację z kontynentem, m.in. dzięki dogodnemu położeniu naturalnego portu w zatoce Hakata. 

## Galeria

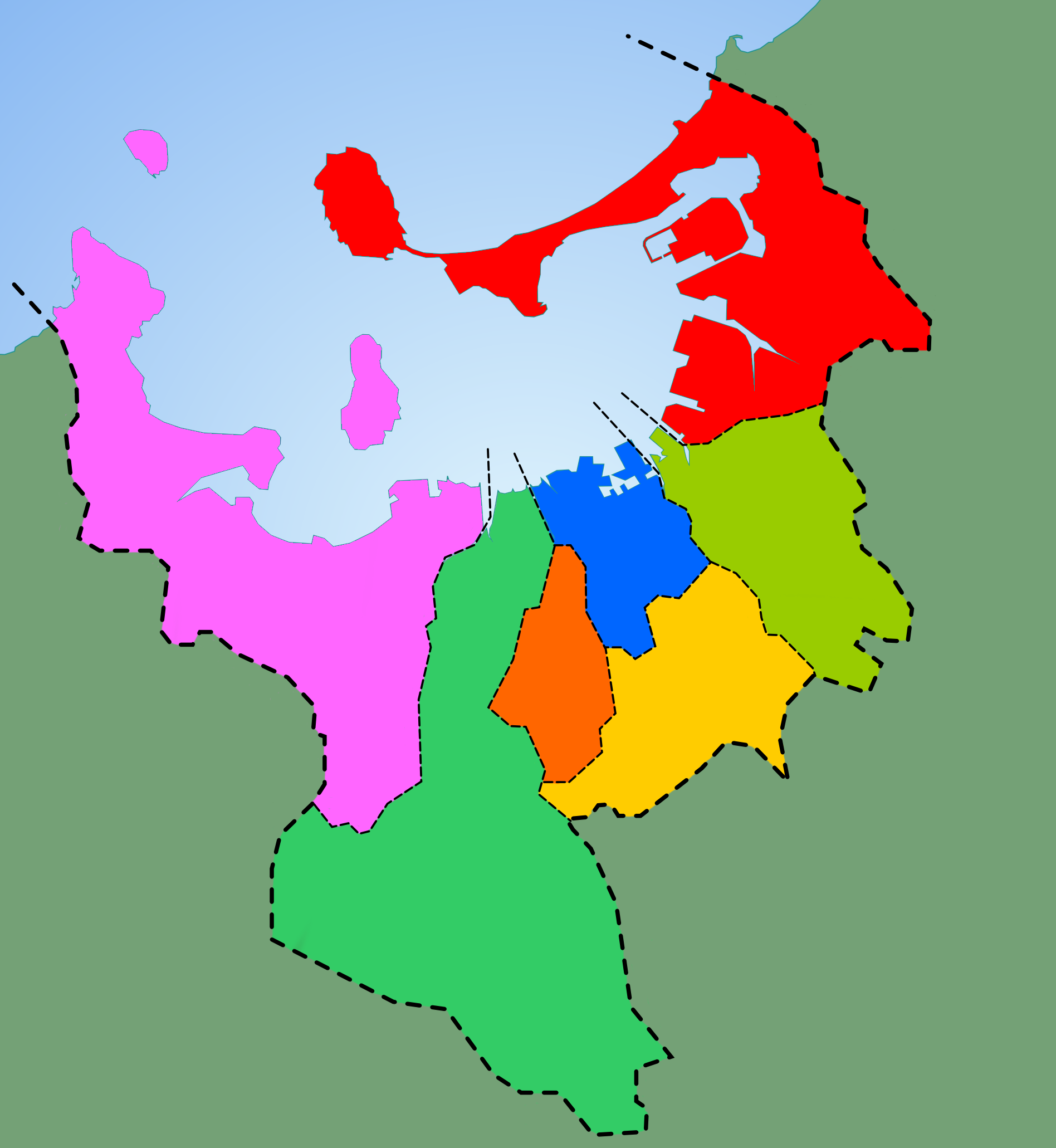
Zatoka Hakata otoczona miastem Fukuoka, z podziałem na dzielnice
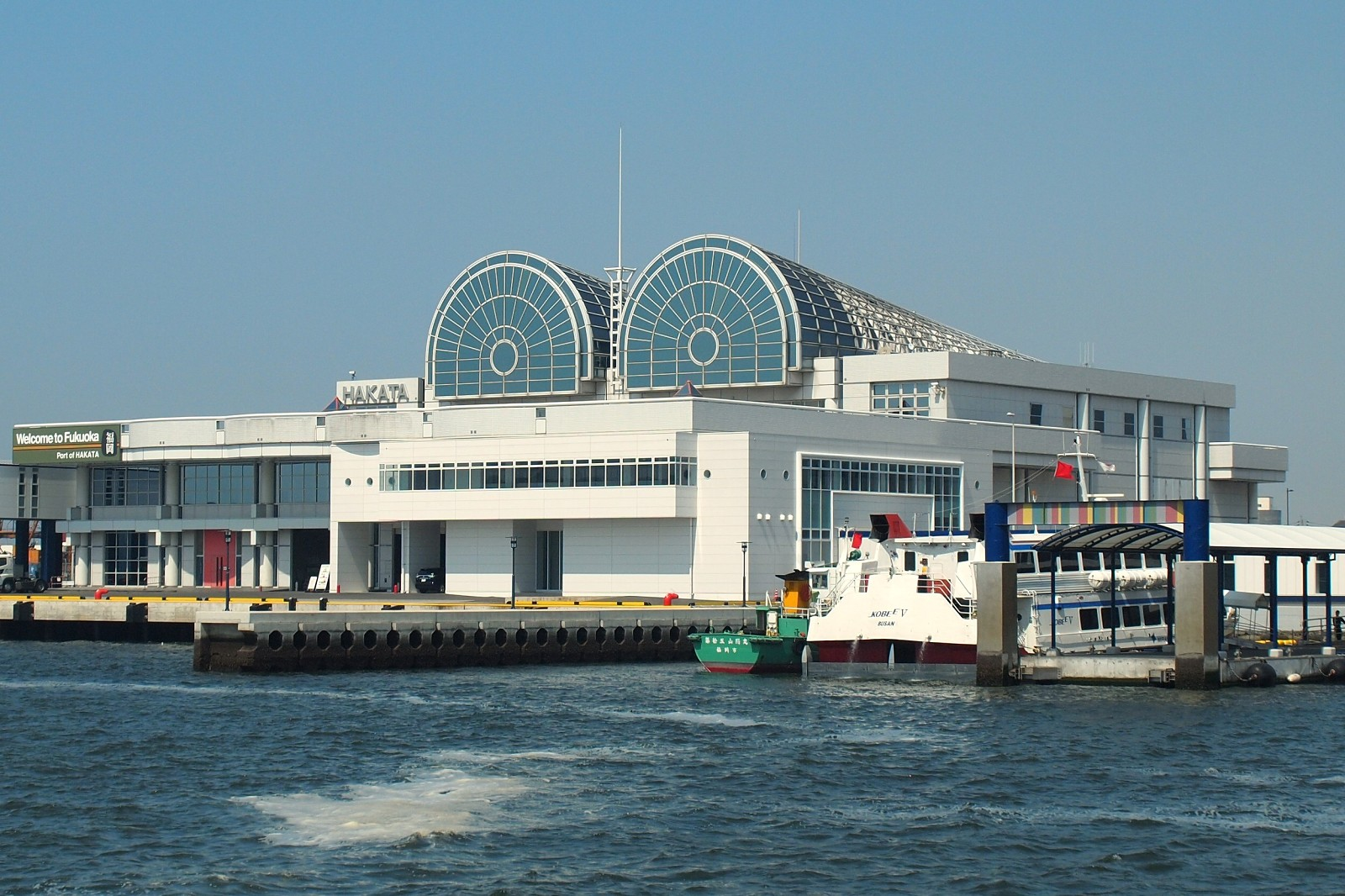
Terminal portu Hakata
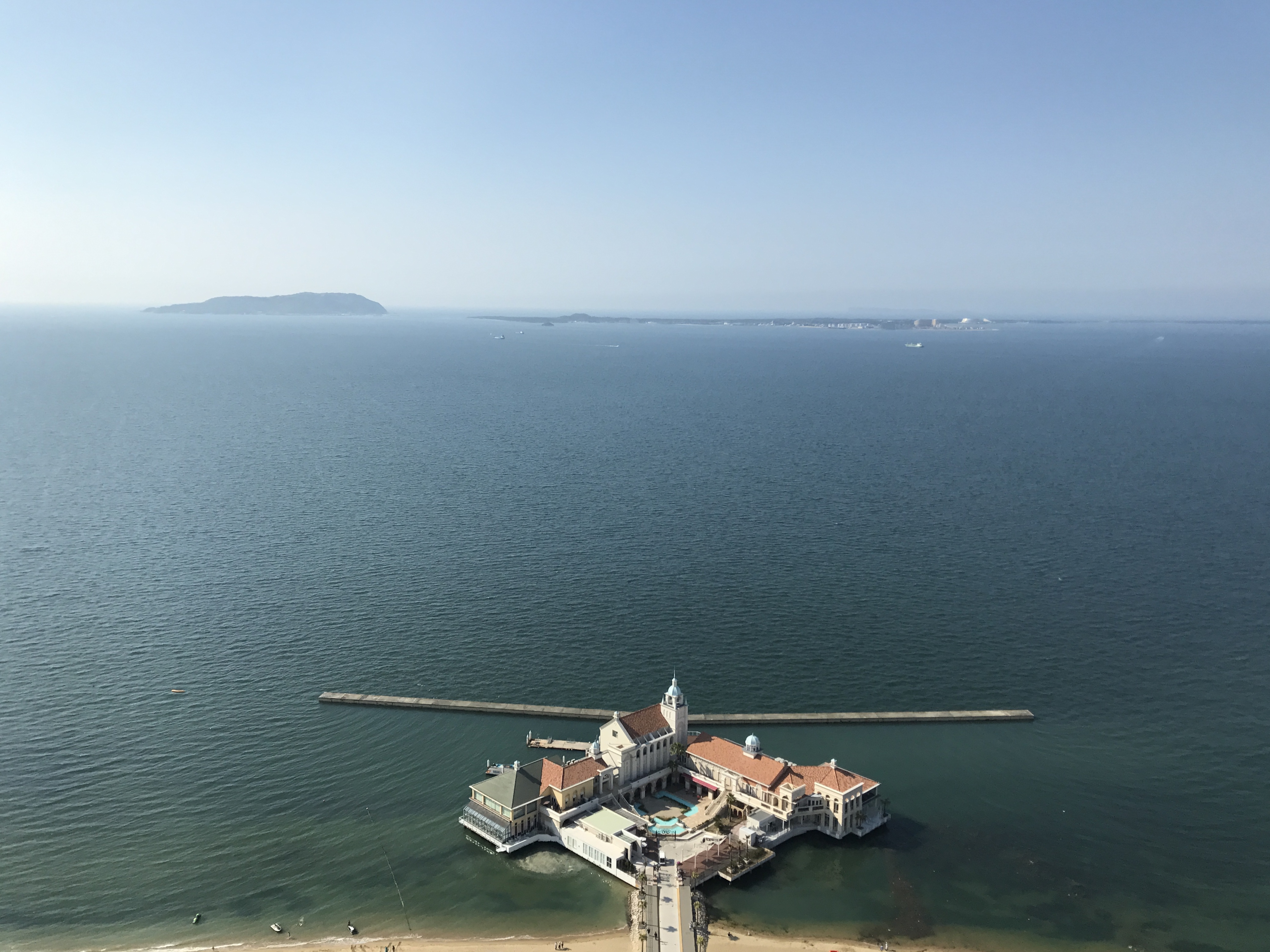
Wyspa ślubów - Wedding Island Marizon i zatoka Hakata
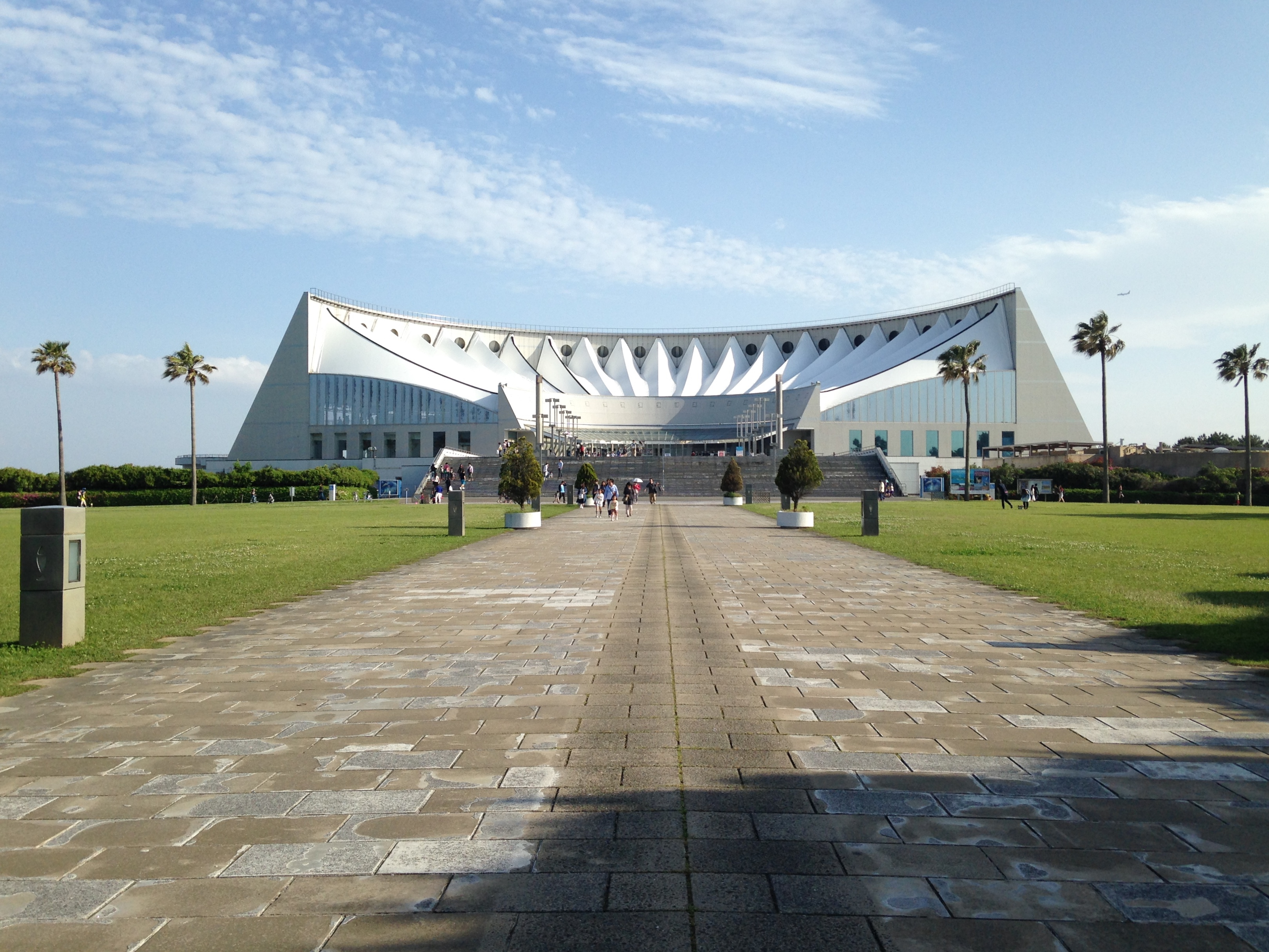
Marine World Uminonakamichi